# Fraunhofer-Institut für Elektronische Nanosysteme
Das Fraunhofer-Institut für Elektronische Nanosysteme ENAS, kurz Fraunhofer ENAS, ist eine Einrichtung der Fraunhofer-Gesellschaft. Der Sitz ist Chemnitz, es existiert eine Außenstelle in Paderborn. Die Gründung erfolgte am 1. Juli 2008 als Fraunhofer-Einrichtung für Elektronische Nanosysteme (ENAS) und die Umwandlung in ein Institut am 1. Januar 2011.

## Geschichte
1993 wurde mit der Gründung des Fraunhofer-Instituts für Zuverlässigkeit und Mikrointegration IZM in Berlin eine Projektgruppe in Chemnitz unter Leitung von Bernd Michel etabliert. Im Jahre 1998 wurde unter Leitung von Thomas Geßner die Abteilung „Micro Devices and Equipment“ gegründet. Die Entwicklung verlief positiv, sodass 2003 die Abteilung in Chemnitz ein Institutsteil des Fraunhofer IZM wurde und ab 2006 eine eigene Kostenstelle erhielt. 2006 wurden die Abteilungen „Micro Materials Center“ (Chemnitz) und „Advanced System Engineering“ (Paderborn) in den Institutsteil Chemnitz integriert. Im selben Jahr beschloss der Vorstand der Fraunhofer-Gesellschaft den Bau eines Gebäudes für den Institutsteil Chemnitz. Zwei Jahre später wurden die Abteilungen „Back-end of Line“ und „Printed Functionalities“ gegründet. Am 1. Juli 2008 verstärkte die Fraunhofer-Gesellschaft mit der Überführung des Institutsteils Chemnitz des Fraunhofer-Instituts für Zuverlässigkeit und Mikrointegration in die Fraunhofer-Einrichtung für Elektronische Nanosysteme ENAS ihre Aktivitäten zur Nanotechnologie in Sachsen. Am 22. Juni 2009, wurde das neue Fraunhofer ENAS-Gebäude in Chemnitz eingeweiht und im Juli desselben Jahres die Abteilung „System Packaging“ gegründet. Am 1. Januar 2011 erfolgte die Umwandlung der Fraunhofer-Einrichtung in das Fraunhofer-Institut für Elektronische Nanosysteme.